# Misión San Francisco de Asís
La Misión San Francisco de Asís, conocida también como Misión Dolores, es una parroquia católica, ubicada en la ciudad de San Francisco, California, Estados Unidos. Fue erigida  por los frailes franciscanos españoles  Francisco Palóu y Pedro Cambón en 1776, bajo la administración del Padre Presidente de las misiones de Alta California, fray Junípero Serra. Es considerada un Hito Histórico Nacional de los Estados Unidos.

## Historia

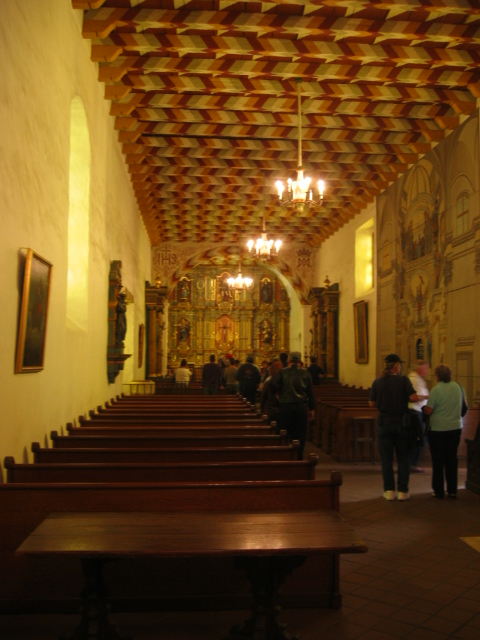
Interior de la Antigua Capilla.

El explorador José Joaquín Moraga había partido desde la bahía de Monterrey hacia la bahía de San Francisco el 17 de junio de 1776, encabezando una expedición que incluía a los frailes franciscanos Francisco Palóu y  Pedro Cambón, la cual arribó diez días después. Allí los religiosos celebraron una misa el 29 de junio en el sitio donde se levantaría el primer establecimiento de la misión de San Francisco de Asís, también conocida como misión Dolores, debido a la cercanía de la laguna "Nuestra Señora de los Dolores". Los nativos que habitaban la zona eran los ohlone.
Sin embargo, el mal clima del entorno, provocado por los fuertes vientos y la densa niebla, era una situación adversa en la vida del asentamiento. Además, cundieron las enfermedades traídas por los europeos, especialmente el sarampión, que provocó numerosas muertes entre los nativos. Por este motivo, fue erigido el hospital San Rafael que se convertiría en misión para 1817. Para 1782, San Francisco fue trasladada a otro sitio y la nueva iglesia sería erigida en 1791 con ayuda de los mismos nativos. Sin embargo, muchos aborígenes residentes escaparon por las rígidas normas de la misión, pero debido a que su trabajo era esencial fueron perseguidos y retornados por los militares.
San Francisco de Asís nunca tuvo un rendimiento agrícola notable. De hecho, tenía la tercera menor producción de todas las misiones californianas. A pesar de todo, llegó a contar con 20.000 cabezas de ganado para 1803.
Después de la secularización del estado mexicano empezó su decadencia, y pasó a la jurisdicción civil en 1834. También el arribo de numerosos inmigrantes por la "fiebre del oro" causó problemas. Por su parte, la naciente localidad de Yerba Buena, posterior ciudad de San Francisco, terminaría por rodear a la misión. El gobierno estadounidense devolvería las instalaciones a la Iglesia católica en 1857.
La vieja iglesia de la misión es el edificio intacto más antiguo de la ciudad de San Francisco, y la única de las 21 misiones californianas que se encuentra inalterada. La estructura ha sobrevivido los terremotos de la zona, especialmente el sismo del año 1906, cuando fue de las pocas que terminaron en pie. También existe un cementerio que contiene los restos de nativos que ayudaron a construir la misión, y otras personalidades como el primer gobernador mexicano Luis Antonio Argüello. San Francisco de Asís comprende tanto la vieja iglesia como la Basílica, erigida en 1918.